# Cadel Evans Great Ocean Road Race Women 2023
La 7e édition de la Cadel Evans Great Ocean Road Race Women a lieu le 28 janvier 2023. C'est la deuxième épreuve de l'UCI World Tour féminin 2023. La course est remportée par la Néerlandaise Loes Adegeest.

## Parcours
Le sens du circuit principal est inversé par rapport à l'édition 2020. Un circuit local est parcouru deux fois, cela porte la distance à 143 km.

## Équipes
| UCI Women's WorldTeams (6)- EF Education-TIBCO-SVB - FDJ-Suez - Human Powered Health - Israel-Premier Tech Roland - Trek-Segafredo - Team Jayco AlUla Équipes féminines continentales (5)- Ara-Skip Capital - BridgeLane Women - Coop-Hitec Products - St Michel-Mavic-Auber93 - Zaaf Cycling Team Équipe nationale- Australie |
| |

## Favorites
Grace Brown fait figure de favorite après avoir remporté le Women's Tour Down Under. Brodie Chapman, la championne d'Australie, semble en bonne forme. En cas de sprint, Ruby Roseman-Gannon ou Chloe Hosking peuvent s'imposer,.

## Récit de course
Gina Ricardo  sort en début d'épreuve, mais sa tentative est de courte durée. Sophie Edwards et Keely Bennett forment ensuite une échappée. Elles obtiennent un avantage de deux minutes quarante-cinq. Les formations Trek-Segafredo et Jayco-AlUla accélèrent sur la Great Ocean Road, mais ne parviennent pas à provoquer de bordures. L'échappée est reprise. Alisha Wells attaque à quarante-quatre kilomètres de l'arrivée. Elle compte jusqu'à une minute d'avance. Kerry Jonker part en poursuite, mais ne parvient à faire la jonction que peu avant le regroupement général. Dans la montée de Challambra Crescent, Kristabel Doebel-Hickok accélère. Elle est rejointe par Amanda Spratt. Loes Adegeest et Nikola Nosková opèrent la jonction peu avant le sommet. Dans la descente, Simone Boilard, Danielle De Francesco, Lauren Stephens, Brodie Chapman  et Claire Steels reviennent sur la tête. Boilard est ensuite distancée tandis que Rachel Neylan fait un retour. Ce groupe est repris avant le passage sur la ligne d'arrivée. Lauretta Hanson contre avec Georgie Howe et Lauren Stephens. Un nouveau regroupement a lieu deux kilomètres plus loin. Hanson retente plus loin, sans plus de succès. Dans la côte, Alexandra Manly attaque, mais est reprise par Chapman. Nosková est la suivante à passer à l'offensive, emmenant dans son sillon Amanda Spratt. Seule Loes Adegeest parvient à suivre Spratt. Nosková est distancée dans la partie la plus raide de l'ascension. Sur la replat, Spratt effectue tout le travail. Au sprint, Adegeest devance Spratt. Derrière, Nina Buijsman est la plus rapide du groupe de chasse.

## Classements

### Classement final
| \| Classement général \| Classement général \| Classement général \| Classement général \| Classement général \| \| Coureuse \| Coureuse \| Pays \| Équipe \| Temps \| \| ------------------ \| ----------------------- \| ------------------ \| ------------------------ \| ------------------ \| \| 1re \| Loes Adegeest \| Pays-Bas \| FDJ-Suez \| 3 h 52 min 47 s \| \| 2e \| Amanda Spratt \| Australie \| Trek-Segafredo \| + 0 s \| \| 3e \| Nina Buysman \| Pays-Bas \| Human Powered Health \| + 4 s \| \| 4e \| Josie Nelson \| Royaume-Uni \| Coop-Hitec Products \| + 4 s \| \| 5e \| Danielle De Francesco \| Australie \| Zaaf Cycling Team \| + 4 s \| \| 6e \| Henrietta Christie \| Nouvelle-Zélande \| Human Powered Health \| + 4 s \| \| 7e \| Ruby Roseman-Gannon \| Australie \| Team Jayco AlUla \| + 4 s \| \| 8e \| Georgia Williams \| Nouvelle-Zélande \| EF Education-TIBCO-SVB \| + 4 s \| \| 9e \| Kristabel Doebel-Hickok \| États-Unis \| EF Education-TIBCO-SVB \| + 4 s \| \| 10e \| Simone Boilard \| Canada \| St Michel-Mavic-Auber 93 \| + 4 s \| |                         |                  |                          |                 |
| |                         |                  |                          |                 |
| Source : ProCyclingStats |                         |                  |                          |                 |
| Classement général |                         |                  |                          |                 |
| Coureuse | Coureuse                | Pays             | Équipe                   | Temps           |
| 1re | Loes Adegeest           | Pays-Bas         | FDJ-Suez                 | 3 h 52 min 47 s |
| 2e | Amanda Spratt           | Australie        | Trek-Segafredo           | + 0 s           |
| 3e | Nina Buysman            | Pays-Bas         | Human Powered Health     | + 4 s           |
| 4e | Josie Nelson            | Royaume-Uni      | Coop-Hitec Products      | + 4 s           |
| 5e | Danielle De Francesco   | Australie        | Zaaf Cycling Team        | + 4 s           |
| 6e | Henrietta Christie      | Nouvelle-Zélande | Human Powered Health     | + 4 s           |
| 7e | Ruby Roseman-Gannon     | Australie        | Team Jayco AlUla         | + 4 s           |
| 8e | Georgia Williams        | Nouvelle-Zélande | EF Education-TIBCO-SVB   | + 4 s           |
| 9e | Kristabel Doebel-Hickok | États-Unis       | EF Education-TIBCO-SVB   | + 4 s           |
| 10e | Simone Boilard          | Canada           | St Michel-Mavic-Auber 93 | + 4 s           |

### UCI World Tour

#### Points attribués
| Position           | 1er | 2e  | 3e  | 4e  | 5e  | 6e  | 7e  | 8e  | 9e | 10e | 11e | 12e | 13e | 14e | 15e | 16e à 20e | 21e à 30e | 31e à 40e |
| Classement général | 400 | 320 | 260 | 220 | 180 | 140 | 120 | 100 | 80 | 68  | 56  | 48  | 40  | 32  | 28  | 24        | 16        | 8         |

| Classement par points | Classement par points   | Classement par points | Classement par points  | Classement par points |
| Coureuse              | Coureuse                | Pays                  | Équipe                 | Points                |
| --------------------- | ----------------------- | --------------------- | ---------------------- | --------------------- |
| 1re                   | Amanda Spratt           | Australie             | Trek-Segafredo         | 706 pts               |
| 2e                    | Grace Brown             | Australie             | FDJ-Suez               | 486 pts               |
| 3e                    | Loes Adegeest           | Pays-Bas              | FDJ-Suez               | 448 pts               |
| 4e                    | Georgia Williams        | Nouvelle-Zélande      | EF Education-TIBCO-SVB | 430 pts               |
| 5e                    | Danielle De Francesco   | Australie             | Zaaf Cycling Team      | 370 pts               |
| 6e                    | Ruby Roseman-Gannon     | Australie             | Team Jayco AlUla       | 360 pts               |
| 7e                    | Nina Buysman            | Pays-Bas              | Human Powered Health   | 330 pts               |
| 8e                    | Henrietta Christie      | Nouvelle-Zélande      | Human Powered Health   | 275 pts               |
| 9e                    | Kristabel Doebel-Hickok | États-Unis            | EF Education-TIBCO-SVB | 268 pts               |
| 10e                   | Josie Nelson            | Royaume-Uni           | Coop-Hitec Products    | 236 pts               |

| Classement par points | Classement par points   | Classement par points | Classement par points  | Classement par points |
| Coureuse              | Coureuse                | Pays                  | Équipe                 | Points                |
| --------------------- | ----------------------- | --------------------- | ---------------------- | --------------------- |
| 1re                   | Amanda Spratt           | Australie             | Trek-Segafredo         | 706 pts               |
| 2e                    | Grace Brown             | Australie             | FDJ-Suez               | 486 pts               |
| 3e                    | Loes Adegeest           | Pays-Bas              | FDJ-Suez               | 448 pts               |
| 4e                    | Georgia Williams        | Nouvelle-Zélande      | EF Education-TIBCO-SVB | 430 pts               |
| 5e                    | Danielle De Francesco   | Australie             | Zaaf Cycling Team      | 370 pts               |
| 6e                    | Ruby Roseman-Gannon     | Australie             | Team Jayco AlUla       | 360 pts               |
| 7e                    | Nina Buysman            | Pays-Bas              | Human Powered Health   | 330 pts               |
| 8e                    | Henrietta Christie      | Nouvelle-Zélande      | Human Powered Health   | 275 pts               |
| 9e                    | Kristabel Doebel-Hickok | États-Unis            | EF Education-TIBCO-SVB | 268 pts               |
| 10e                   | Josie Nelson            | Royaume-Uni           | Coop-Hitec Products    | 236 pts               |

| Classement du meilleur jeune | Classement du meilleur jeune | Classement du meilleur jeune | Classement du meilleur jeune | Classement du meilleur jeune |
| Coureuse                     | Coureuse                     | Pays                         | Équipe                       | Points                       |
| ---------------------------- | ---------------------------- | ---------------------------- | ---------------------------- | ---------------------------- |
| 1re                          | Henrietta Christie           | Nouvelle-Zélande             | Human Powered Health         | 10 pts                       |
| 2e                           | Josie Nelson                 | Royaume-Uni                  | Coop-Hitec Products          | 6 pts                        |
| 3e                           | Ella Wyllie                  | Nouvelle-Zélande             | Lifeplus Wahoo               | 4 pts                        |
| 4e                           | Mari Hole Mohr               | Norvège                      | Coop-Hitec Products          | 2 pts                        |
| 5e                           | Abi Smith                    | Royaume-Uni                  | EF Education-TIBCO-SVB       | 2 pts                        |

| Classement du meilleur jeune | Classement du meilleur jeune | Classement du meilleur jeune | Classement du meilleur jeune | Classement du meilleur jeune |
| Coureuse                     | Coureuse                     | Pays                         | Équipe                       | Points                       |
| ---------------------------- | ---------------------------- | ---------------------------- | ---------------------------- | ---------------------------- |
| 1re                          | Henrietta Christie           | Nouvelle-Zélande             | Human Powered Health         | 10 pts                       |
| 2e                           | Josie Nelson                 | Royaume-Uni                  | Coop-Hitec Products          | 6 pts                        |
| 3e                           | Ella Wyllie                  | Nouvelle-Zélande             | Lifeplus Wahoo               | 4 pts                        |
| 4e                           | Mari Hole Mohr               | Norvège                      | Coop-Hitec Products          | 2 pts                        |
| 5e                           | Abi Smith                    | Royaume-Uni                  | EF Education-TIBCO-SVB       | 2 pts                        |

| Classement par équipes aux points | Classement par équipes aux points | Classement par équipes aux points | Classement par équipes aux points |
| Équipe                            | Équipe                            | Pays                              | Points                            |
| --------------------------------- | --------------------------------- | --------------------------------- | --------------------------------- |
| 1re                               | FDJ-Suez                          | France                            | 1077 pts                          |
| 2e                                | Trek-Segafredo                    | États-Unis                        | 818 pts                           |
| 3e                                | EF Education-TIBCO-SVB            | États-Unis                        | 792 pts                           |
| 4e                                | Human Powered Health              | États-Unis                        | 734 pts                           |
| 5e                                | Team Jayco AlUla                  | Australie                         | 600 pts                           |
| 6e                                | Zaaf Cycling Team                 | Espagne                           | 539 pts                           |
| 7e                                | Coop-Hitec Products               | Norvège                           | 276 pts                           |
| 8e                                | St Michel-Mavic-Auber93           | France                            | 144 pts                           |
| 9e                                | Cofidis                           | France                            | 138 pts                           |
| 10e                               | Lifeplus Wahoo                    | Royaume-Uni                       | 106 pts                           |

| Classement par équipes aux points | Classement par équipes aux points | Classement par équipes aux points | Classement par équipes aux points |
| Équipe                            | Équipe                            | Pays                              | Points                            |
| --------------------------------- | --------------------------------- | --------------------------------- | --------------------------------- |
| 1re                               | FDJ-Suez                          | France                            | 1077 pts                          |
| 2e                                | Trek-Segafredo                    | États-Unis                        | 818 pts                           |
| 3e                                | EF Education-TIBCO-SVB            | États-Unis                        | 792 pts                           |
| 4e                                | Human Powered Health              | États-Unis                        | 734 pts                           |
| 5e                                | Team Jayco AlUla                  | Australie                         | 600 pts                           |
| 6e                                | Zaaf Cycling Team                 | Espagne                           | 539 pts                           |
| 7e                                | Coop-Hitec Products               | Norvège                           | 276 pts                           |
| 8e                                | St Michel-Mavic-Auber93           | France                            | 144 pts                           |
| 9e                                | Cofidis                           | France                            | 138 pts                           |
| 10e                               | Lifeplus Wahoo                    | Royaume-Uni                       | 106 pts                           |

## Liste des participantes
| Légende | Légende                                                                         | Légende | Légende                                                    |
| ------- | ------------------------------------------------------------------------------- | ------- | ---------------------------------------------------------- |
| Num     | Dossard de départ porté par le coureur sur ce Cadel Evans Great Ocean Road Race | Pos     | Position à l'arrivée de la course                          |
|         | Indique un maillot de champion national ou mondial, suivi de sa spécialité      | NP      | Indique un coureur qui n'a pas pris le départ de la course |
| AB      | Indique un coureur qui n'a pas terminé la course                                | HD      | Indique un coureur qui a terminé la course hors des délais |

| Trek-Segafredo TFS | Trek-Segafredo TFS           | Trek-Segafredo TFS |
| ------------------ | ---------------------------- | ------------------ |
| Num                | Coureuse                     | Pos                |
| 1                  | Brodie Chapman (AUS) (route) | 11e                |
| 2                  | Lauretta Hanson (AUS)        | 25e                |
| 3                  | Lisa Klein (GER)             | 55e                |
| 4                  | Ilaria Sanguineti (ITA)      | 56e                |
| 5                  | Amanda Spratt (AUS)          | 2e                 |
| 6                  | Tayler Wiles (USA)           | 59e                |

| EF Education-TIBCO-SVB TIB | EF Education-TIBCO-SVB TIB    | EF Education-TIBCO-SVB TIB |
| -------------------------- | ----------------------------- | -------------------------- |
| Num                        | Coureuse                      | Pos                        |
| 11                         | Kristabel Doebel-Hickok (USA) | 9e                         |
| 12                         | Georgia Williams (NZL)        | 8e                         |
| 15                         | Abi Smith (GBR)               | AB                         |
| 16                         | Lauren Stephens (USA)         | 22e                        |

| FDJ-Suez FST | FDJ-Suez FST           | FDJ-Suez FST |
| ------------ | ---------------------- | ------------ |
| Num          | Coureuse               | Pos          |
| 21           | Grace Brown (AUS)      | 21e          |
| 22           | Loes Adegeest (NED)    | 1re          |
| 23           | Clara Copponi (FRA)    | 60e          |
| 24           | Eugénie Duval (FRA)    | 32e          |
| 25           | Victorie Guilman (FRA) | 26e          |
| 26           | Gladys Verhulst (FRA)  | 63e          |

| Human Powered Health HPW | Human Powered Health HPW | Human Powered Health HPW |
| ------------------------ | ------------------------ | ------------------------ |
| Num                      | Coureuse                 | Pos                      |
| 31                       | Henrietta Christie (NZL) | 6e                       |
| 32                       | Ántri Christofórou (CYP) | 40e                      |
| 33                       | Daria Pikulik (POL)      | 19e                      |
| 34                       | Kaia Schmid (USA)        | 38e                      |
| 35                       | Lily Williams (USA)      | AB                       |
| 36                       | Nina Buysman (NED)       | 3e                       |

| Israel-Premier Tech Roland CGS | Israel-Premier Tech Roland CGS | Israel-Premier Tech Roland CGS |
| ------------------------------ | ------------------------------ | ------------------------------ |
| Num                            | Coureuse                       | Pos                            |
| 41                             | Silvia Magri (ITA)             | AB                             |
| 42                             | Mia Griffin (IRL)              | 48e                            |
| 43                             | Nguyễn Thị Thật (VIE) (route)  | 28e                            |
| 44                             | Claire Steels (GBR)            | 12e                            |
| 45                             | Elena Pirrone (ITA)            | 51e                            |
| 46                             | Caroline Baur (SUI) (route)    | 43e                            |

| Team Jayco AlUla BEX | Team Jayco AlUla BEX      | Team Jayco AlUla BEX |
| -------------------- | ------------------------- | -------------------- |
| Num                  | Coureuse                  | Pos                  |
| 51                   | Alexandra Manly (AUS)     | 17e                  |
| 52                   | Amber Pate (AUS)          | 18e                  |
| 53                   | Alyssa Polites (AUS)      | AB                   |
| 54                   | Georgie Howe (AUS)        | 20e                  |
| 55                   | Jessica Allen (AUS)       | 53e                  |
| 56                   | Ruby Roseman-Gannon (AUS) | 7e                   |

| Coop-Hitec Products HPU | Coop-Hitec Products HPU | Coop-Hitec Products HPU |
| ----------------------- | ----------------------- | ----------------------- |
| Num                     | Coureuse                | Pos                     |
| 61                      | Kerry Jonker (RSA)      | 57e                     |
| 62                      | Georgia Danford (AUS)   | 31e                     |
| 63                      | Tiril Jørgensen (NOR)   | 41e                     |
| 64                      | Mari Hole Mohr (NOR)    | 23e                     |
| 65                      | Josie Nelson (GBR)      | 4e                      |
| 66                      | Sylvie Swinkels (NED)   | 33e                     |

| St Michel-Mavic-Auber 93 AUB | St Michel-Mavic-Auber 93 AUB | St Michel-Mavic-Auber 93 AUB |
| ---------------------------- | ---------------------------- | ---------------------------- |
| Num                          | Coureuse                     | Pos                          |
| 71                           | Coralie Demay (FRA)          | 46e                          |
| 72                           | Simone Boilard (CAN)         | 10e                          |
| 73                           | Camille Fahy (FRA)           | 44e                          |
| 74                           | Dilyxine Miermont (FRA)      | 15e                          |
| 75                           | Roxane Fournier (FRA)        | 45e                          |
| 76                           | Sandrine Bideau (FRA)        | 47e                          |

| Zaaf Cycling Team ZAF | Zaaf Cycling Team ZAF             | Zaaf Cycling Team ZAF |
| --------------------- | --------------------------------- | --------------------- |
| Num                   | Coureuse                          | Pos                   |
| 81                    | Danielle De Francesco (AUS)       | 5e                    |
| 83                    | Nikola Nosková (CZE)              | 14e                   |
| 84                    | Michaela Drummond (NZL)           | 27e                   |
| 85                    | Debora Silvestri (ITA)            | 50e                   |
| 86                    | Maggie Coles-Lyster (CAN) (route) | 30e                   |

| Team BridgeLane TBL | Team BridgeLane TBL  | Team BridgeLane TBL |
| ------------------- | -------------------- | ------------------- |
| Num                 | Coureuse             | Pos                 |
| 91                  | Emily Watts (AUS)    | 34e                 |
| 92                  | Jess Pratt (AUS)     | 54e                 |
| 93                  | Gina Ricardo (AUS)   | 49e                 |
| 94                  | Lillee Pollock (AUS) | 37e                 |
| 95                  | Keely Bennett (AUS)  | 52e                 |
| 96                  | Mia Hayden (AUS)     | 24e                 |

| Ara-Skip Capital ARA | Ara-Skip Capital ARA  | Ara-Skip Capital ARA |
| -------------------- | --------------------- | -------------------- |
| Num                  | Coureuse              | Pos                  |
| 101                  | Sophie Edwards (AUS)  | 39e                  |
| 102                  | Rachael Wales (AUS)   | 42e                  |
| 103                  | Alisha Wells (AUS)    | AB                   |
| 104                  | Isabelle Carnes (AUS) | 35e                  |
| 105                  | Chloe Moran (AUS)     | 61e                  |
| 106                  | Lucinda Stewart (AUS) | 62e                  |

| Australie AUS | Australie AUS    | Australie AUS |
| ------------- | ---------------- | ------------- |
| Num           | Coureuse         | Pos           |
| 111           | Rachel Neylan    | 13e           |
| 112           | Chloe Hosking    | 29e           |
| 113           | Haylee Fuller    | 58e           |
| 114           | Alli Anderson    | AB            |
| 115           | Matilda Raynolds | 36e           |
| 116           | Justine Barrow   | 16e           |

| Trek-Segafredo TFS | Trek-Segafredo TFS           | Trek-Segafredo TFS |
| ------------------ | ---------------------------- | ------------------ |
| Num                | Coureuse                     | Pos                |
| 1                  | Brodie Chapman (AUS) (route) | 11e                |
| 2                  | Lauretta Hanson (AUS)        | 25e                |
| 3                  | Lisa Klein (GER)             | 55e                |
| 4                  | Ilaria Sanguineti (ITA)      | 56e                |
| 5                  | Amanda Spratt (AUS)          | 2e                 |
| 6                  | Tayler Wiles (USA)           | 59e                |

| EF Education-TIBCO-SVB TIB | EF Education-TIBCO-SVB TIB    | EF Education-TIBCO-SVB TIB |
| -------------------------- | ----------------------------- | -------------------------- |
| Num                        | Coureuse                      | Pos                        |
| 11                         | Kristabel Doebel-Hickok (USA) | 9e                         |
| 12                         | Georgia Williams (NZL)        | 8e                         |
| 15                         | Abi Smith (GBR)               | AB                         |
| 16                         | Lauren Stephens (USA)         | 22e                        |

| FDJ-Suez FST | FDJ-Suez FST           | FDJ-Suez FST |
| ------------ | ---------------------- | ------------ |
| Num          | Coureuse               | Pos          |
| 21           | Grace Brown (AUS)      | 21e          |
| 22           | Loes Adegeest (NED)    | 1re          |
| 23           | Clara Copponi (FRA)    | 60e          |
| 24           | Eugénie Duval (FRA)    | 32e          |
| 25           | Victorie Guilman (FRA) | 26e          |
| 26           | Gladys Verhulst (FRA)  | 63e          |

| Human Powered Health HPW | Human Powered Health HPW | Human Powered Health HPW |
| ------------------------ | ------------------------ | ------------------------ |
| Num                      | Coureuse                 | Pos                      |
| 31                       | Henrietta Christie (NZL) | 6e                       |
| 32                       | Ántri Christofórou (CYP) | 40e                      |
| 33                       | Daria Pikulik (POL)      | 19e                      |
| 34                       | Kaia Schmid (USA)        | 38e                      |
| 35                       | Lily Williams (USA)      | AB                       |
| 36                       | Nina Buysman (NED)       | 3e                       |

| Israel-Premier Tech Roland CGS | Israel-Premier Tech Roland CGS | Israel-Premier Tech Roland CGS |
| ------------------------------ | ------------------------------ | ------------------------------ |
| Num                            | Coureuse                       | Pos                            |
| 41                             | Silvia Magri (ITA)             | AB                             |
| 42                             | Mia Griffin (IRL)              | 48e                            |
| 43                             | Nguyễn Thị Thật (VIE) (route)  | 28e                            |
| 44                             | Claire Steels (GBR)            | 12e                            |
| 45                             | Elena Pirrone (ITA)            | 51e                            |
| 46                             | Caroline Baur (SUI) (route)    | 43e                            |

| Team Jayco AlUla BEX | Team Jayco AlUla BEX      | Team Jayco AlUla BEX |
| -------------------- | ------------------------- | -------------------- |
| Num                  | Coureuse                  | Pos                  |
| 51                   | Alexandra Manly (AUS)     | 17e                  |
| 52                   | Amber Pate (AUS)          | 18e                  |
| 53                   | Alyssa Polites (AUS)      | AB                   |
| 54                   | Georgie Howe (AUS)        | 20e                  |
| 55                   | Jessica Allen (AUS)       | 53e                  |
| 56                   | Ruby Roseman-Gannon (AUS) | 7e                   |

| Coop-Hitec Products HPU | Coop-Hitec Products HPU | Coop-Hitec Products HPU |
| ----------------------- | ----------------------- | ----------------------- |
| Num                     | Coureuse                | Pos                     |
| 61                      | Kerry Jonker (RSA)      | 57e                     |
| 62                      | Georgia Danford (AUS)   | 31e                     |
| 63                      | Tiril Jørgensen (NOR)   | 41e                     |
| 64                      | Mari Hole Mohr (NOR)    | 23e                     |
| 65                      | Josie Nelson (GBR)      | 4e                      |
| 66                      | Sylvie Swinkels (NED)   | 33e                     |

| St Michel-Mavic-Auber 93 AUB | St Michel-Mavic-Auber 93 AUB | St Michel-Mavic-Auber 93 AUB |
| ---------------------------- | ---------------------------- | ---------------------------- |
| Num                          | Coureuse                     | Pos                          |
| 71                           | Coralie Demay (FRA)          | 46e                          |
| 72                           | Simone Boilard (CAN)         | 10e                          |
| 73                           | Camille Fahy (FRA)           | 44e                          |
| 74                           | Dilyxine Miermont (FRA)      | 15e                          |
| 75                           | Roxane Fournier (FRA)        | 45e                          |
| 76                           | Sandrine Bideau (FRA)        | 47e                          |

| Zaaf Cycling Team ZAF | Zaaf Cycling Team ZAF             | Zaaf Cycling Team ZAF |
| --------------------- | --------------------------------- | --------------------- |
| Num                   | Coureuse                          | Pos                   |
| 81                    | Danielle De Francesco (AUS)       | 5e                    |
| 83                    | Nikola Nosková (CZE)              | 14e                   |
| 84                    | Michaela Drummond (NZL)           | 27e                   |
| 85                    | Debora Silvestri (ITA)            | 50e                   |
| 86                    | Maggie Coles-Lyster (CAN) (route) | 30e                   |

| Team BridgeLane TBL | Team BridgeLane TBL  | Team BridgeLane TBL |
| ------------------- | -------------------- | ------------------- |
| Num                 | Coureuse             | Pos                 |
| 91                  | Emily Watts (AUS)    | 34e                 |
| 92                  | Jess Pratt (AUS)     | 54e                 |
| 93                  | Gina Ricardo (AUS)   | 49e                 |
| 94                  | Lillee Pollock (AUS) | 37e                 |
| 95                  | Keely Bennett (AUS)  | 52e                 |
| 96                  | Mia Hayden (AUS)     | 24e                 |

| Ara-Skip Capital ARA | Ara-Skip Capital ARA  | Ara-Skip Capital ARA |
| -------------------- | --------------------- | -------------------- |
| Num                  | Coureuse              | Pos                  |
| 101                  | Sophie Edwards (AUS)  | 39e                  |
| 102                  | Rachael Wales (AUS)   | 42e                  |
| 103                  | Alisha Wells (AUS)    | AB                   |
| 104                  | Isabelle Carnes (AUS) | 35e                  |
| 105                  | Chloe Moran (AUS)     | 61e                  |
| 106                  | Lucinda Stewart (AUS) | 62e                  |

| Australie AUS | Australie AUS    | Australie AUS |
| ------------- | ---------------- | ------------- |
| Num           | Coureuse         | Pos           |
| 111           | Rachel Neylan    | 13e           |
| 112           | Chloe Hosking    | 29e           |
| 113           | Haylee Fuller    | 58e           |
| 114           | Alli Anderson    | AB            |
| 115           | Matilda Raynolds | 36e           |
| 116           | Justine Barrow   | 16e           |